# Thetburga
Thetburga (-1042) was de echtgenote van Siegfried van Holland (-5 juni 1030), broer van de Hollandse graaf Dirk III Hierosolymita (-27 mei 1039).

## Leven
Thetburga's naam wordt ook geschreven als Tydburg, Tietburg, Thetburg, Tetburga, Tetburg of Tette (de Friese naam Tiete). Volgens een zeer twijfelachtige vermelding in de vijftiende-eeuwse kroniek De origine et Rebus gestis Dominorum de Brederode (Over de oorsprong en de daden van de heren van Brederode) van Johannes a Leydis was zij een dochter van de zesde Friese potestaat Gozewijn (ook wel Gooswijn of Goswinus) van Staveren (989-1000). Thetburga ontmoette haar toekomstige echtgenoot Siegfried van Holland (Sicco) in Kastrichem (Castricum). Siegfried van Holland was de jongere broer van Dirk III, en de zoon van Arnulf van Gent en Lutgardis van Luxemburg.
Hun huwelijksplannen vielen niet in goede aarde bij graaf Dirk III van Holland (-27 mei 1039). De toch al gespannen verhoudingen tussen beide broers werden hierdoor nog verder onder druk gezet. Als reden wordt opgegeven het grote standsverschil. Uiteindelijk werd het geschil bijgelegd en het huwelijk voltrokken. Thetburga werd twaalf jaar na haar man in het klooster van Egmond (dat toen nog Hallem of Hallum heette) begraven. Bij archeologisch onderzoek in 1980 werden van de daar aanwezige graven werden haar beenderen onderzocht. Thetburga bleek klein van stuk: 155 cm lang. Ze had een gecompliceerde breuk aan haar elleboog, een heupfractuur, ernstige botontkalking met beenatrofie (verschrompeling door stoornis in de voedselvoorziening). Ze had een athropathie (gewrichtsaandoening) en jicht aan de voeten.
Op 8 oktober 1980 werd Thetburga herbegraven. De monniken van het klooster in Egmond bidden in een plechtige mis voor de zielerust van haar en Othilde van Saksen, de vrouw van Dirk III en broer van Siegfried.

## Sicconiden-legende
Op grond van de vermelding van de afstamming door Johannes a Leydis Siegfried (Sicco) van Holland en Thetburga vroeger voor de stamouders van de heren van Brederode en Teylingen. Als kinderen van Siegfried en Thetburga worden namelijk Dirk en Simon genoemd. Dirk zou dan zijn vader Siegfried hebben opgevolgd als tweede heer van Brederode en Simon als eerste heer van Teylingen. Sinds het midden van de negentiende eeuw wordt aan deze opvatting geen geloof meer gehecht. De stamvader van de Brederodes, Dirk Drossaard van Brederode, komt namelijk eerst in 1205 in oorkonden voor. Een van de torens van de Ruïne van Brederode in Santpoort is naar Thetburga vernoemd. Thetburga wordt ook in verband gebracht met de naam van het geslacht Van Tetrode.

## Voetnoten
1. ↑  De kroniek van Johannes a Leydis is opgenomen in Antonius Matthaeus III, Veteris Aevi Analecta, seu Vetera monumenta hactenus nondum visa I ('s-Gravenhage: Block, 1738; 2e druk). De passage is terug te vinden op pag. 609. Matthaeus verwijst voor Gozewinus tevens naar: Pier Winsemius, Chronique ofte Historische geschiedenisse van Vrieslant beginnende vanden jaere nae des werelts scheppinghe 3635 ende loopende totden jaere nae de gheboorte Christi 1622 (Franeker: Ian Lamrinck, 1622), boek 4, bij het jaar 993. Een analyse van de reden hoe de onjuiste vermelding van de afstamming tot stand is gekomen is te vinden in: J. Bolhuis van Zeeburgh, Kritiek der Friesche Geschiedschrijving (Den Haag, 1873, Herdruk: Amsterdam: Brinkman, 1962), p. 88-90.
2. ↑  Beschrijving van archeologisch onderzoek uit 1980